# Línea 340 (Buenos Aires)
La línea 340 es una línea de colectivos interurbana de Argentina. Une la ciudad de Magdalena, General Belgrano y Brandsen con La Plata.
Históricamente la línea fue operada por la empresa  Rápido Argentino,tanto en su época independiente como cuando estuvo incorporada en el holding Grupo Plaza.En 2016 tras sucesivos paros,por la necesidad de ciudades afectadas,se decidió que la empresa Unión Platense  opere el servicio de forma momentánea hasta que una empresa se haga cargo.El Estado Provincial cedió la concesión de todas las líneas que operaba esta empresa a la empresa Platabus,pero esta decidió no operar esta línea acudiendo que no es rentable.Actualmente la empresa Unión Platense se quedó con la operación del servicio.

## Recorrido
- La Plata - Brandsen - Ranchos - General Belgrano
- La Plata - Magdalena
- La Plata - Magdalena Directo (sin paradas intermedias)
- La Plata - Magdalena (por Bavio)
- La Plata - Magdalena (por Bavio - hasta U36)

## Anteriores Operadores
- Rapido Argentino(Grupo Plaza),presenta quiebra
- Platabus,no presenta interés en operrar este servicio